# نگوین سوان‌فوک

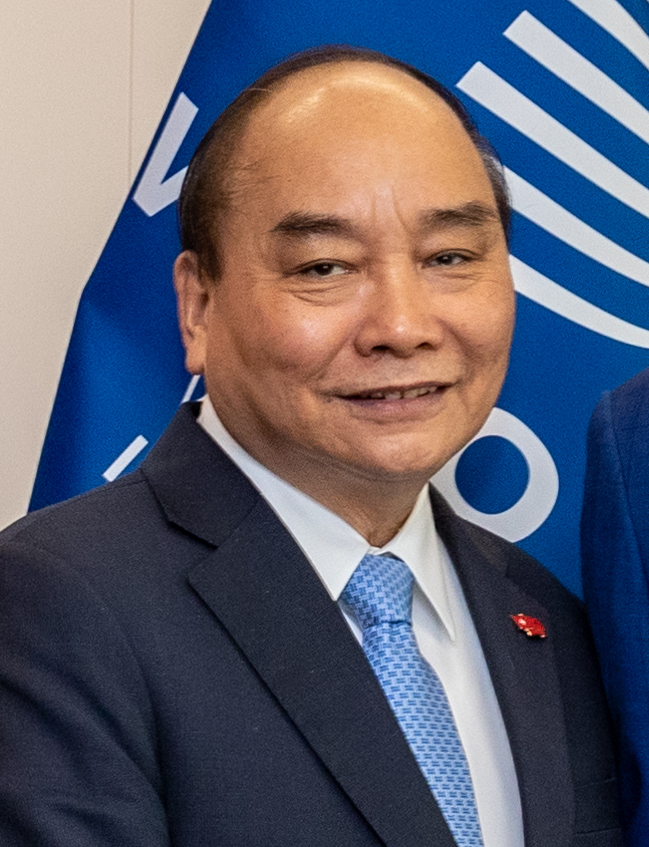
تصویری از نگوین سوان‌فوک

نگوین سوان‌فوک (ویتنامی: Nguyễn Xuân Phúc؛ زادهٔ ۲۰ ژوئیهٔ ۱۹۵۴) سیاست‌مدار اهل ویتنام است. وی از ۷ آوریل ۲۰۱۶ تا ۲۰۲۱ نخست‌وزیر ویتنام بود.